# La Serra de Corcó
La Serra de Corcó és una masia de l'Esquirol (Osona) inclosa a l'Inventari del Patrimoni Arquitectònic de Catalunya.

## Descripció
Masia clàssica de planta rectangular (13 x 9 m), que presenta diversos annexes. El cos original està cobert a dues vessants i té el carener paral·lel a la façana situada a migdia. Presenta un cos de porxos adossat a la façana Est que està cobert a una vessant perpendicular als vessants de la coberta original i que desguassa a Est. Un annex gran, de pedra basta, està adossat a la planta de la façana principal i segueix cap a la façana Oest. La façana principal és l'única que presenta un eix de simetria amb el portal central d'entrada, el qual està pràcticament adossat per l'annex lateral. La façana Nord, gairebé cega, presenta una cisterna, damunt la qual hi ha una terrassa parcialment coberta. Totes les obertures tenen els emmarcaments i els escaires de pedra picada. El portal principal té la llinda datada (1744). Els ràfecs de la façana principal són de llosa i també n'hi ha sobre dues finestres.

## Història
Masia clàssica del segle xviii citada en documents del segle xii.
Apareix en el "Nomenclator de la Provincia de Barcelona. Partido Judicial de Vich. 1860" com a casa de pagès i amb el nom de la Serra.